# Apollon - Una fabbrica occupata
Apollon - Una fabbrica occupata è un documentario del 1969 diretto da Ugo Gregoretti.

## Trama
Il film documenta la battaglia sindacale dei lavoratori della tipografia Apollon di Roma, occupata per alcuni mesi dopo che la direzione aveva deciso di licenziare tutto il personale e di vendere i terreni su cui sorgeva la fabbrica.

## Produzione
Il film fu realizzato da un gruppo di cineasti e intellettuali decisi a dare voce alla lotta degli operai dell'Apollon. Accanto a Ugo Gregoretti che firmò la regia e Gian Maria Volonté in veste di narratore, il film fu realizzato da Sergio Boldini, Ferruccio Castronuovo direttore della fotografia, Silvio Ferri, Giuliana Serano, Renato Tafuri e Valerio Veltroni, oltre che dagli operai della fabbrica coinvolti nella sceneggiatura e realizzazione del film. Le riprese originali furono realizzate da Ferruccio Castronuovo al momento dell'occupazione dell'Apollon; molte poi furono ricostruite con l'aiuto di tutti gli operai.

## Distribuzione
Esempio di cinema militante, il documentario porta la dicitura di "Cinegiornale Libero Roma 1969" e fu proiettato in altre fabbriche, sezioni di partito, sedi sindacali, piazze e ospedali. Nel corso della distribuzione fu effettuata una sottoscrizione che permise la raccolta di oltre 60 milioni di lire in favore dei lavoratori dell'Apollon.